# Associazione Sportiva Reggina 1976-1977
Questa voce raccoglie le informazioni riguardanti l'Associazione Sportiva Reggina nelle competizioni ufficiali della stagione 1976-1977.

## Stagione
La squadra, allenata da Carlo Facchin, ha concluso il girone C della Serie C 1976-1977 al terzo posto. Alla presidenza della società subentra Amedeo Matacena, primo presidente dopo l'era di Oreste Granillo, in carica per 16 anni dal 1960 fino al 1976.

## Rosa
| N. |                   | Ruolo | Calciatore          |
| -- | ----------------- | ----- | ------------------- |
| -  | Italia (bandiera) | P     | Maurizio Castellini |
| -  | Italia (bandiera) | P     | Antonio Leone       |
| -  | Italia (bandiera) | D     | Giancarlo Olivotto  |
| -  | Italia (bandiera) | D     | Matteo Spinelli     |
| -  | Italia (bandiera) | C     | Giuliano Belluzzi   |
| -  | Italia (bandiera) | D     | Raffaele Spadaro    |
| -  | Italia (bandiera) | C     | Daniele Gatti       |
| -  | Italia (bandiera) | C     | Giuseppe Sorace     |
| -  | Italia (bandiera) | C     | Elvi Pianca         |
| -  | Italia (bandiera) | C     | Giancarlo Snidaro   |
| -  | Italia (bandiera) | A     | Vincenzo Toscano    |

| N. |                   | Ruolo | Calciatore         |
| -- | ----------------- | ----- | ------------------ |
| -  | Italia (bandiera) | C     | Battista Missiroli |
| -  | Italia (bandiera) | D     | Giancarlo D'Astoli |
| -  | Italia (bandiera) | C     | Luciano Sacchi     |
| -  | Italia (bandiera) | A     | Diego Spinella     |
| -  | Italia (bandiera) | D     | Luciano Mordocco   |
| -  | Italia (bandiera) | D     | Antonio Condemi    |
| -  | Italia (bandiera) | A     | Corrado Fragasso   |
| -  | Italia (bandiera) | A     | Giancarlo Bardelli |
| -  | Italia (bandiera) | C     | Livio Manzin       |
| -  | Italia (bandiera) | D     | Matteo Spinelli    |
| -  | Italia (bandiera) | D     | Lorenzo Balestro   |